# 1984年夏季残疾人奥林匹克运动会西德代表团
1984年夏季残疾人奥林匹克运动会西德代表团是西德派出的1984年夏季残疾人奥林匹克运动会代表团。获得81枚金牌、76枚银牌和75枚铜牌。